# Опушки (Крым)
Опу́шки (до 1948 года Толба́н; укр. Опушки, крымскотат. Tolban, Толбан) — село в Симферопольском районе Республики Крым, входит в состав Мазанского сельского поселения (согласно административно-территориальному делению Украины — Мазанского сельского совета Автономной Республики Крым).

## Население
| 2001 | 2014 |
| ---- | ---- |
| 103  | ↘86  |

### Динамика численности
- 1989 год — 201 чел.[9]
- 2001 год — 103 чел.[10]
- 2009 год — 103 чел.[11]
- 2014 год — 86 чел.[12]

## Современное состояние
В Опушках 2 улицы — Лесная и Центральная, площадь, занимаемая селом, 17,46 гектара, на которой в 48 дворах, по данным сельсовета на 2009 год, числилось 103 жителя. В селе, с 1966 года, работает республиканский детский противотуберкулезный санаторий «Опушки» для пациентов с бронхо-легочными патологиями. Село связано автобусным сообщением с Симферополем и соседними населёнными пунктами.

## География
Село Опушки расположено на востоке района, примерно в 22 километрах (по шоссе) от Симферополя, в 10 километрах южнее шоссе 35К-003 Симферополь — Феодосия по региональной автодороге 35Н-513 Мазанка — Опушки (по украинской классификации С-0-11318), ближайшая железнодорожная станция Симферополь — примерно в 30 километрах. Опушки находятся у подножия Главной гряды Крымских гор, в долине реки Бештерек, высота над уровнем моря — 527 м. Соседние сёла: Соловьёвка — около 200 м, Ивановка — в 2,5 километрах к юго-западу и в 2 километрах ниже по реке — Лесноселье.

## История
Село Толбан было организовано, как посёлок, в предвоенные годы в Зуйском районе и впервые встречается на километровой карте Генштаба Красной армии 1941 года, видимо, уже в составе Тав-Даирский сельсовет. В период оккупации Крыма, 13 и 14 декабря 1943 года, в ходе операций «7-го отдела главнокомандования» 17 армии вермахта против партизанских формирований, была проведена операция по заготовке продуктов с массированным применением военной силы, в результате которой село Толбан было сожжено и все жители вывезены в Дулаг 241.
В 1944 году, после освобождения Крыма от фашистов, 12 августа 1944 года было принято постановление № ГОКО-6372с «О переселении колхозников в районы Крыма» и в сентябре 1944 года в район приехали первые новоселы (212 семей) из Ростовской, Киевской и Тамбовской областей, а в начале 1950-х годов последовала вторая волна переселенцев из различных областей Украины. С 25 июня 1946 года Толбан в составе Крымской области РСФСР. Указом Президиума Верховного Совета РСФСР от 18 мая 1948 года Толбан был переименован в Опушки. 26 апреля 1954 года Крымская область была передана из состава РСФСР в состав УССР. Со времени упразднения Зуйского района в 1959 году посёлок входил в состав Симферопольского района. Время включения вновь в состав Мазанского сельсовета пока не установлено: на 15 июня 1960 года село уже числилось в его составе. Указом Президиума Верховного Совета УССР «Об укрупнении сельских районов Крымской области», от 30 декабря 1962 года Симферопольский район был упразднён и Опушки присоединили к Белогорскому. 1 января 1965 года, указом Президиума ВС УССР «О внесении изменений в административное районирование УССР — по Крымской области», вновь включили в состав Симферопольского.
С 1967 года в посёлке работает республиканский детский противотуберкулёзный санаторий «Опушки». Постановлением Верховной Рады Крыма от 16 октября 2009 года посёлку Опушки присвоен статус села. По данным переписи 1989 года в селе проживал 201 человек. С 12 февраля 1991 года село в восстановленной Крымской АССР, 26 февраля 1992 года переименованной в Автономную Республику Крым. С 21 марта 2014 года в составе Крыма аннексировано Россией.